# راكان روشيدت
راكان روشيدت (بالكرواتية: Rakan Rushaidat)‏ هو ممثل كرواتي، ولد في 25 أكتوبر 1977 بزغرب في كرواتيا.

## وصلات خارجية
- راكان روشيدت على موقع IMDb (الإنجليزية)
- راكان روشيدت على موقع قاعدة بيانات الفيلم (الإنجليزية)